# Snednäbb
Snednäbb (Anarhynchus frontalis) är en vadarfågel i familjen pipare som är endemisk för Nya Zeeland. Arten har en för fågelvärlden unik näbb som är böjd sidledes.

## Utseende och läte
Snednäbben är en knubbig, blekgrå vadare med en längd på 20 centimeter. Den svarta näbbens spets är unikt böjt till höger. Krona, nacke och ovansidan är askgrå medan undersidan är vit. Tvärs över bröstet syns ett svart band, brett hos hanen och smalare hos honan. Ovan den vita pannan syns också hos hanen ett svart band som saknas hos honan.

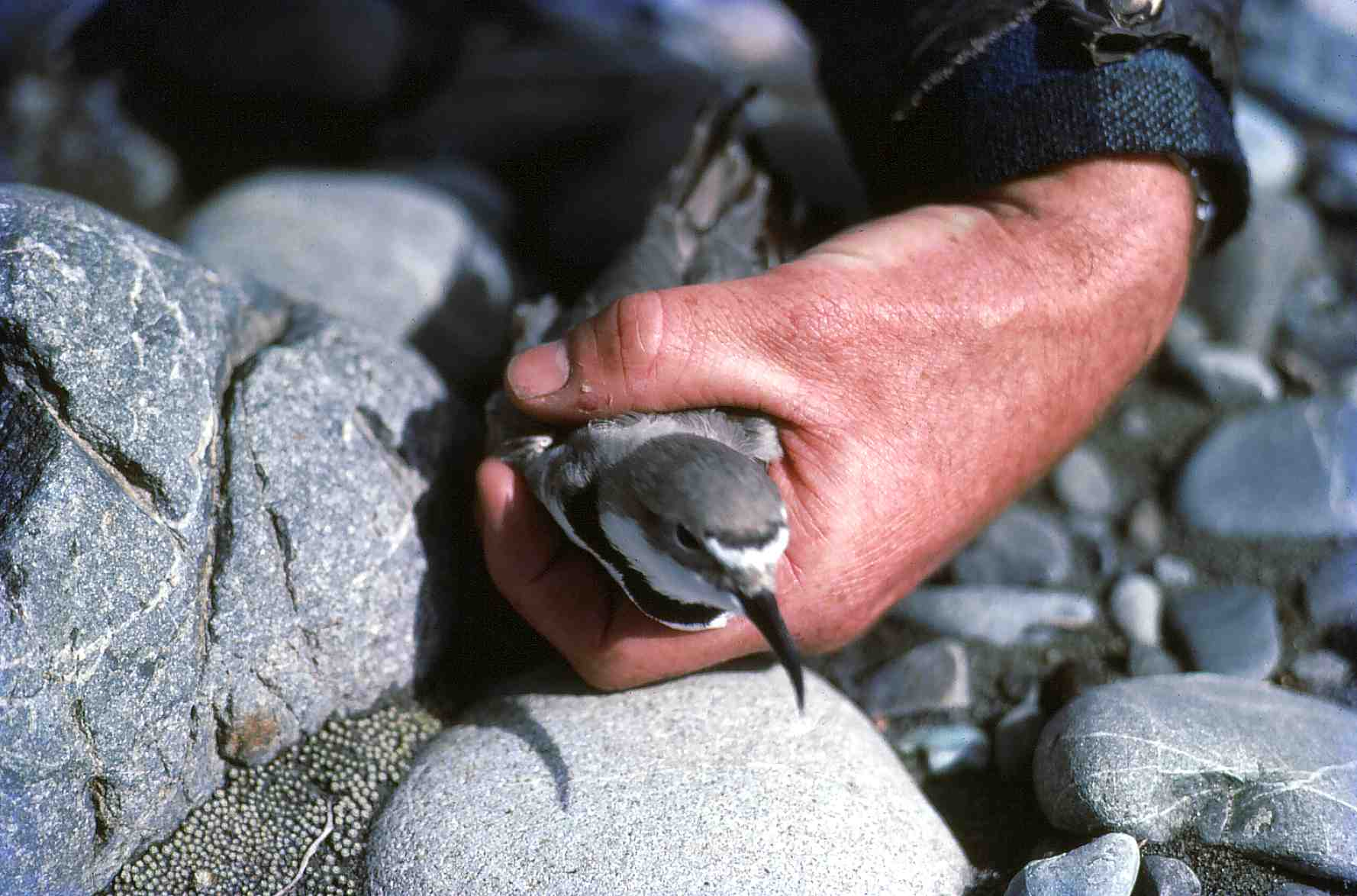

## Utbredning och systematik
Snednäbben förekommer endast i Nya Zeeland. Den häckar på norra Sydön i områdena Canterbury och Otago och tillbringar vintrarna på Nordön, huvudsakligen norr om 38° S. Den behandlas som monotypisk, det vill säga att den inte delas in i några underarter.

### Släktskap
Fågeln placeras traditionellt som enda art i släktet Anarhynchus med tanke på sitt unika utseende. Flera DNA-studier visar dock att den inte är särskilt distinkt genetiskt. Istället är den del av en klad pipare vanligen placerade i släktet Charadrius. Tongivande Clements et al lyfte 2023 ur denna grupp och placerade dem i snednäbbans släkte, som har prioritet. I och med det vidgades släktet många gånger om till att omfatta hela 24 arter, med utbredning på alla kontinenter utom Antarktis, däribland arter påträffade i Sverige, som svartbent strandpipare och ökenpipare.

## Ekologi
Fågeln häckar i meandrande flodbäddar och besöker skyddade vikar och kuster vintertid. Boet är inget annat än en grop i ett klapperstensfält inom 250 meter från rinnande vattnet. I boet som är fodrat med minst ett hundra utvalda småstenar lägger snednäbben två ägg. Fågeln livnär sig huvudsakligen av dagsländor och nattsländor.

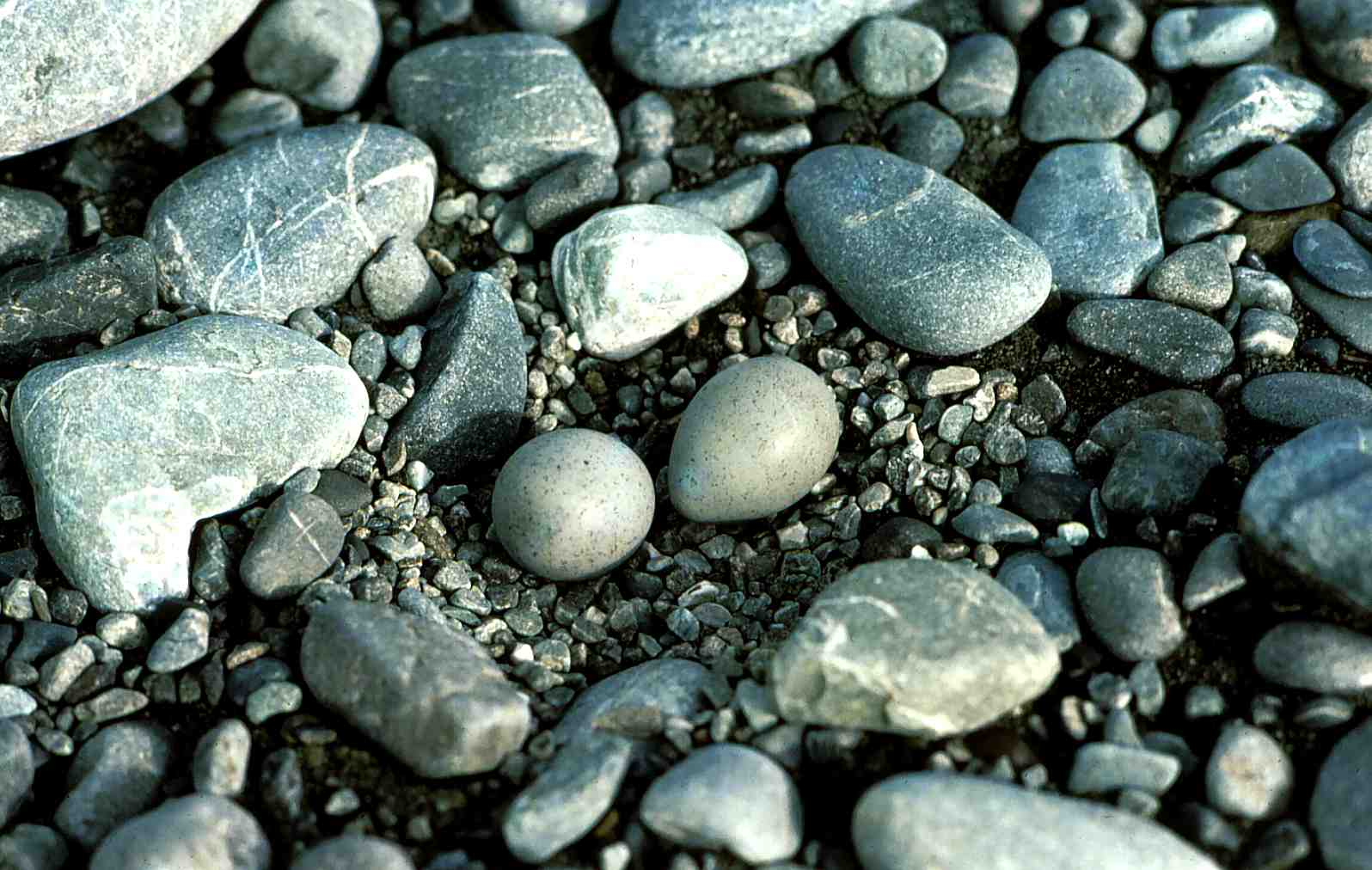
Snednäbbens bo med ägg.

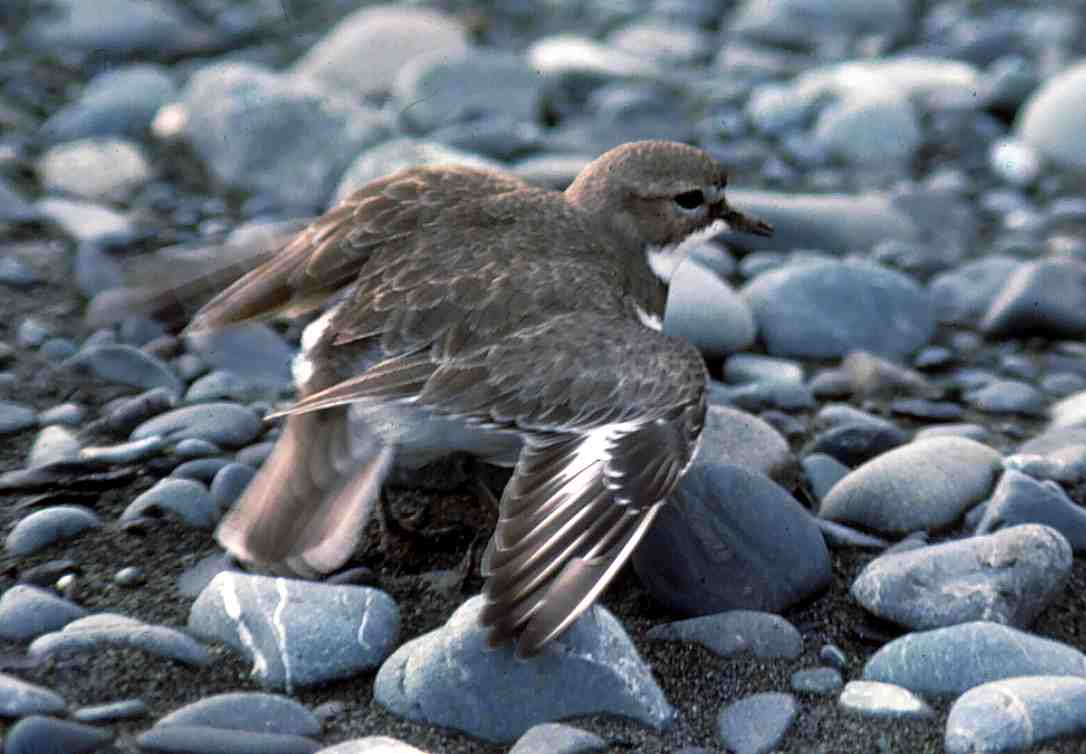
Ung snednäbb.

## Status och hot
Snednäbban är en fåtalig fågelart som dessutom minskar i antal till följd av habitatförstörelse och påverkan från invasiva arter. Internationella naturvårdsunionen IUCN kategoriserar därför arten som sårbar. Världspopulationen uppskattades 2003 till 4.500-5.000 individer.